# Флаг Цвылёвского сельского поселения
Флаг муниципального образования Цвылёвское сельское поселение Тихвинского муниципального района Ленинградской области Российской Федерации — опознавательно-правовой знак, служащий официальным символом муниципального образования.
Флаг утверждён 12 января 2011 года и внесён в Государственный геральдический регистр Российской Федерации с присвоением регистрационного номера 6679.

## Описание
«Флаг муниципального образования Цвылёвское сельское поселение Тихвинского муниципального района Ленинградской области представляет собой прямоугольное полотнище с отношением ширины флага к длине — 2:3, воспроизводящее композицию герба муниципального образования Цвылёвское сельское поселение Тихвинского муниципального района Ленинградской области в зелёном, белом и жёлтом цветах».
Геральдическое описание герба гласит: «В зелёном поле выходящая из левого нижнего угла в правую перевязь серебряная рука, сжимающая две серебряные громовые стрелы накрест, сопровождаемая в оконечности положенными поверх всего двумя золотыми ветвями липы накрест».

## Символика
Выходящая из левого нижнего угла в правую перевязь серебряная рука, сжимающая две серебряные громовые стрелы накрест напоминает об Ильинском погосте (ныне Звягино), известном с XVI века — особом административном сельском округе группе селений, связанных общим управлением. При Ильинской Сясьской церкви похоронены местные дворяне — Путятины, Апрелевы, Ланские (на их гербах присутствует изображение стрелы). Кроме того, с 1 августа 1927 года по 1994 год в составе Тихвинского района Ленинградской области значился Ильинский сельсовет (с 1994 по 2005 годы — Ильинская волость).
Другой погост — Воскресенский погост на Липе (Липно, современная Липная Горка) впервые упомянут 17 апреля 1138 года в уставе новгородского князя Святослава (гласное напоминание о нём — положенные поверх всего две золотые ветви липы накрест).
Жёлтый цвет (золото) — могущество, сила, постоянство, знатность, справедливость, верность.
Белый цвет (серебро) — чистота помыслов, правдивость, невинность, благородство, откровенность, непорочность, надежда.
Зелёный цвет — возрождение природы каждую весну, цвет сельскохозяйственных угодий, просторов лугов и полей и лесов. Символ жизни, возрождения природы и плодородия. Зелёный цвет — это и указание на название регионального комплексного заказника «Зеленецкие мхи», частично расположенного на территории Цвылёвского сельского поселения.